# William Alabaster

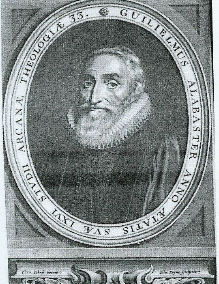
William Alabaster

William Alabaster (także Alablaster i Arblastier, ur. 1567 w Hadleigh, zm. 1640), angielski teolog, dramaturg i poeta ze szkoły poetów metafizycznych. Jego nazwisko jest jednym z wielu wariantów angielskiego słowa "arbalester", oznaczającego kusznika.
Urodził się w Hadleigh w Suffolk, kształcił w Westminster School i od 1583 w Trinity College na Uniwersytecie Cambridge. Jego Roxana, tragedia łacińska, została wystawiona około 1592 a opublikowana w 1632. Roxana oparta jest na La Dalidzie Luigiego Groto znanego jako Cieco di Hadria (Wenecja, 1567), niektórzy twierdzą, że jest ona plagiatem. Po pokątnym wydaniu z 1632 ukazała się autoryzowana wersja opatrzona podtytułem a plagiarii unguibus vindicata, aucta et agnita ab Authore, Gulielmo Alabastro. 
Został katolickim konwertytą w czasie swojej misji dyplomatycznej do Hiszpanii. Za swoje przekonania religijne był kilkakrotnie więziony; ostatecznie porzucił katolicyzm i został protegowanym króla Jakuba I. Otrzymał probostwo w Katedrze św. Pawła w Londynie i posiadłość w Therfield w Hertfordshire. Zmarł w Little Shelford w Cambridgeshire.

## Dzieła
- Roxana, 1632 - dramat łaciński
- Elisaeis – łaciński tekst epicki o Elżbiecie I
- Apparatus in Revelationem Jesu Christi, 1607 - mistyczna interpretacja Pisma Świętego w duchu kabały, umieszczona na Indeksie.
- De bestia Apocalypsis, 1621
- Ecce sponsus venit, 1633 - pismo w obronie którego Alabaster udał się do Rzymu, gdzie został uwięziony przez Świętą Inkwizycję. Po ucieczce przeszedł na protestantyzm.
- Spiraculum Tubarum, 1633
- Lexicon Pentaglotton, Hebraicum, Chaldaicum, Syriacum, Talmudico-Rabbinicon et Arabicum, 1637

Na podstawie Encyclopædia Britannica z 1911